# Richard Haydn
Richard Haydn (10 mars 1905, Camberwell – 25 avril 1985, Los Angeles) est un acteur et réalisateur britannique.

## Biographie
Dans La Mélodie du bonheur (The Sound of Music), réalisé par Robert Wise, Haydn construit un personnage de pique-assiette caustique et sans complexe, ambigu à souhait, d'une irréprochable élégance.

## Filmographie partielle

### Acteur

#### Au cinéma
- 1941 : La Marraine de Charley (Charley's Aunt), d'Archie Mayo : Charley Wyckham
- 1941 : Boule de feu (Ball of Fire ou The Professor and the Burlesque Queen) , de Howard Hawks : Le Professeur Oddly
- 1942 : Pilotes de chasse (Thunder Birds), de William A. Wellman : RAF cadet George Lockwood
- 1942 : Madame exagère (Are Husbands Necessary?) de Norman Taurog : Chuck
- 1943 : Et la vie recommence (Forever and a Day), film collectif : Mr. Butcher
- 1943 : La Dangereuse Aventure (No Time for Love), de Mitchell Leisen : Roger Winant
- 1945 : Cette nuit et toujours (Tonight and Every Night), de Victor Saville
- 1945 : Dix Petits Indiens (And Then There Were None), de René Clair : Thomas Rogers
- 1945 : L’Aventure (Adventure), de Victor Fleming : Limo
- 1946 : Les Vertes Années (The Green Years) de Victor Saville : Jason Reid
- 1946 : La Folle Ingénue (Cluny Brown), de Ernst Lubitsch : Jonathan Wilson
- 1947 : Au carrefour du siècle (The Beginning or the End), de Norman Taurog : Chisholm
- 1947 : Un mariage à Boston (The Late George Apley), de Joseph L. Mankiewicz : Horatio Willing
- 1947 : Singapour (Singapore), de John Brahm : Commissaire-adjoint Hewitt
- 1947 : La Fière Créole (The Foxes of Harrow), de John M. Stahl : André LeBlanc
- 1947 : Ambre (Forever Amber), d'Otto Preminger : Lord Radcliffe
- 1948 : Bonne à tout faire (Sitting Pretty), de Walter Lang : Clarence Appleton
- 1948 : La Valse de l'empereur (The Emperor Waltz), de Billy Wilder : François-Joseph
- 1948 : La Chasse aux millions (Miss Tatlock’s Millions), de lui-même : Fergel
- 1951 : Alice au pays des merveilles (Alice in Wonderland), de Clyde Geronimi, Wilfred Jackson et Hamilton Luske : La Chenille
- 1952 : La Veuve joyeuse (The Merry Widow), de Curtis Bernhardt : Baron Popoff
- 1953 : Ne me quitte jamais (Never Let Me Go), de Delmer Daves : Christopher Wellington St. John Denny
- 1953 : Un galop du diable (Money from Home), de George Marshall : Bertie Searles
- 1954 : Les Fils de Mademoiselle (Her Twelve Men), de Robert Z. Leonard : Dr. Avord Barrett
- 1955 : La Chérie de Jupiter (Jupiter’s Darling), de George Sidney : Horatio
- 1958 : Crépuscule sur l'océan (Twilight for the Gods), de Joseph Pevney : Oliver Wiggins
- 1960 : Ne mangez pas les marguerites (Please Don't Eat the Daisies), de Charles Walters : Alfred North
- 1960 : Le Monde perdu (The Lost World), d'Irwin Allen : Le professeur Summerlee
- 1962 : Cinq Semaines en ballon (Five Weeks in a Balloon), d'Irwin Allen : Sir Henry Vining
- 1962 : Les Révoltés du Bounty (Mutiny on the Bounty), de Lewis Milestone : William Brown
- 1965 : La Mélodie du bonheur (The Sound of Music), de Robert Wise : Max Detweiler
- 1965 : Clarence, le lion qui louchait (Clarence, the Cross-Eyed Lion), d'Andrew Marton : Rupert Rowbotham
- 1967 : L'Honorable Griffin (The Adventures of Bullwhip Griffin), de James Neilson : Quentin Bartlett
- 1974 : Frankenstein Junior (Young Frankenstein), de Mel Brooks : L'avocat Herr Falkstein

#### Télévision
- 1960 : La Quatrième Dimension, épisode 4 de la saison 2 : Bartlett Finchley
- 1985 : The Hugga Bunch, téléfilm de Gus Jekel : La voix du rat de bibliothèque

### Réalisateur
- 1948 : La Chasse aux millions (Miss Tatlock’s Millions)
- 1949 : Le Démon du logis (Dear Wife)
- 1950 : Monsieur Musique (Mr. Music)

## Livre
- (en) The Journal of Edwin Carp, illustrations de Ronald Searle, Simon and Schuster, 1954 ; traduction française, Le Journal d'Edwin Carp, Denoël, Paris, 1956, (BNF 32228703)